# Дрейманис, Янис
Я́нис Дре́йманис (латыш. Jānis Dreimanis; 13 октября 1949, Рига, Латвийская ССР, СССР) — советский футболист, советский и латвийский футбольный тренер.

## Карьера
Футболом Янис Дрейманис начал заниматься в команде «Трудовые резервы» города Риги, впоследствии играл в местных клубах «Энергия» и СКА. В 1971 году он начал выступать за лиепайскую команду мастеров «Звейниекс», в составе которой играл 2 года.
В 1973 году Янис Дрейманис был приглашён в главную команду республики — рижскую «Даугаву», в ней он за 4 года провёл 115 матчей и забил 4 гола. С 1977 года он играл в рижском «Электроне» (позднее «Альфа»), в составе которого стал многократным призёром чемпионата Латвийской ССР и обладателем Кубка Латвии.
В 1985 году, после завершения карьеры футболиста, Янис Дрейманис стал главным тренером «Альфы», и в свой дебютный год он привёл команду к золотым медалям чемпионата Латвийской ССР. Впоследствии он был также тренером юношеских команд в клубах «Пардаугава» и «Гемма/РФШ».
В 1996—1997 годах Янис Дрейманис руководил молодёжной сборной Латвии, а в 2002 году возглавлял дебютанта Высшей лиги Латвии — клуб «Ауда». В начале 2005 года Янис Дрейманис был назначен главным тренером новообразованного клуба «Олимп», но уже летом того же года подал в отставку, заняв пост тренера-консультанта.
20 декабря 2012 года Янис Дрейманис был назначен на пост главного тренера «Елгавы».

## Достижения

### Как игрок
- Чемпион Латвийской ССР (3): 1979, 1981, 1982.
- Серебряный призёр чемпионата Латвийской ССР: 1977, 1978.
- Бронзовый призёр чемпионата Латвийской ССР: 1980.
- Обладатель Кубка Латвии (5): 1977, 1978, 1980, 1981, 1983.

### Как тренер
- Чемпион Латвийской ССР: 1985.